# Cabinet-portrait
Cabinet-portrait est un roman de Jean-Luc Benoziglio publié le 1er septembre 1980 aux éditions du Seuil et ayant reçu la même année le prix Médicis après que Jean Lahougue a décliné le prix initial pour Comptine des Height[réf. nécessaire].

## Résumé
C'est la vie, la pauvre vie, d'un paumé. C'est essentiellement des rapports que cet homme entretient avec les choses et les êtres de ce bas monde. Le centre du livre? Les toilettes qui servent à tous les locataires des chambres exiguës et minables du sixième étage cradingue, d'un immeuble vétuste du XVe arrondissement. Un non-héros, un anxieux, mal fichu, cocu, borgne qui vient de changer de logement et qui veut installer dans les cabinets une annexe de sa bibliothèque en y casant une vingtaine de tomes d'une encyclopédie. Cette encyclopédie est sa bible, sa raison d'être, sa source de renseignements sur ses origines, sa non-santé, ses tourments. Il y trône sans cesse, verrou tiré, d'où les fureurs des voisins excédés qui veulent fracturer la porte et l'expulser.

## Éditions
- Cabinet-portrait, éditions du Seuil, 1980  (ISBN 2-02-005593-7).